# Outlaw in 'Em
Outlaw in 'Em è un singolo del cantante olandese Waylon, pubblicato il 2 marzo 2018 su etichette discografiche Waymore B.V. e Warner Music Benelux.
Scritto da Waylon stesso, il 9 novembre 2017 è stato confermato che Waylon è stato selezionato internamente dall'ente AVROTROS come rappresentante olandese per Eurovision Song Contest. Il brano è stato selezionato tra cinque possibili proposte ed è stato annunciato il 2 marzo 2018 e rappresenterà i Paesi Bassi all'Eurovision Song Contest 2018, a Lisbona, in Portogallo.
Il brano gareggerà nella seconda semifinale del 10 maggio 2018, competendo con altri 17 artisti per uno dei dieci posti nella finale del 12 maggio.

## Tracce
Download digitale
1. Outlaw in 'Em – 2:56

## Classifiche
| Classifica (2018) | Posizione massima |
| ----------------- | ----------------- |
| Paesi Bassi       | 40                |